# Organik Remixes
Organik Remixes – remix album włoskiego producenta muzycznego Roberta Milesa.
Album został wydany 18 listopada 2002 roku. Składa się z czternastu utworów na dwóch nośnikach CD.

## Lista utworów

### CD 1
| Nr | Tytuł                                | Długość |
| -- | ------------------------------------ | ------- |
| 1. | Paths (FSOL Cosmic Jukebox mix)      | 3:54    |
| 2. | Wrong (Alexkid May B mix)            | 4:20    |
| 3. | Pour Te Parler (Riton Re-rub mix)    | 4:10    |
| 4. | Release Me (Da Lata El Duderino mix) | 5:35    |
| 5. | Pour Te Parler (Kuzu mix)            | 4:20    |
| 6. | Pour Te Parler (Fissure mix)         | 4:59    |
| 7. | Paths (KV5 mix)                      | 3:37    |

### CD 2
| Nr | Tytuł                                            | Długość |
| -- | ------------------------------------------------ | ------- |
| 1. | It's All Coming Back (Chamber mix)               | 5:45    |
| 2. | Separation (2nd Gen mix)                         | 3:39    |
| 3. | Connections (PunkA fro The Hackney Drive-By mix) | 6:55    |
| 4. | Improvisations Part 2 (Si Begg S.I. Futures mix) | 4:39    |
| 5. | Improvisations Part 2 (The Fabrics mix)          | 7:47    |
| 6. | Paths (Robert Miles Salted mix)                  | 6:02    |
| 7. | Bhairav (Robert Miles featuring Amelia Cuni)     | 7:38    |